# Adrienne von Speyr
Pour les articles homonymes, voir Von Speyr.

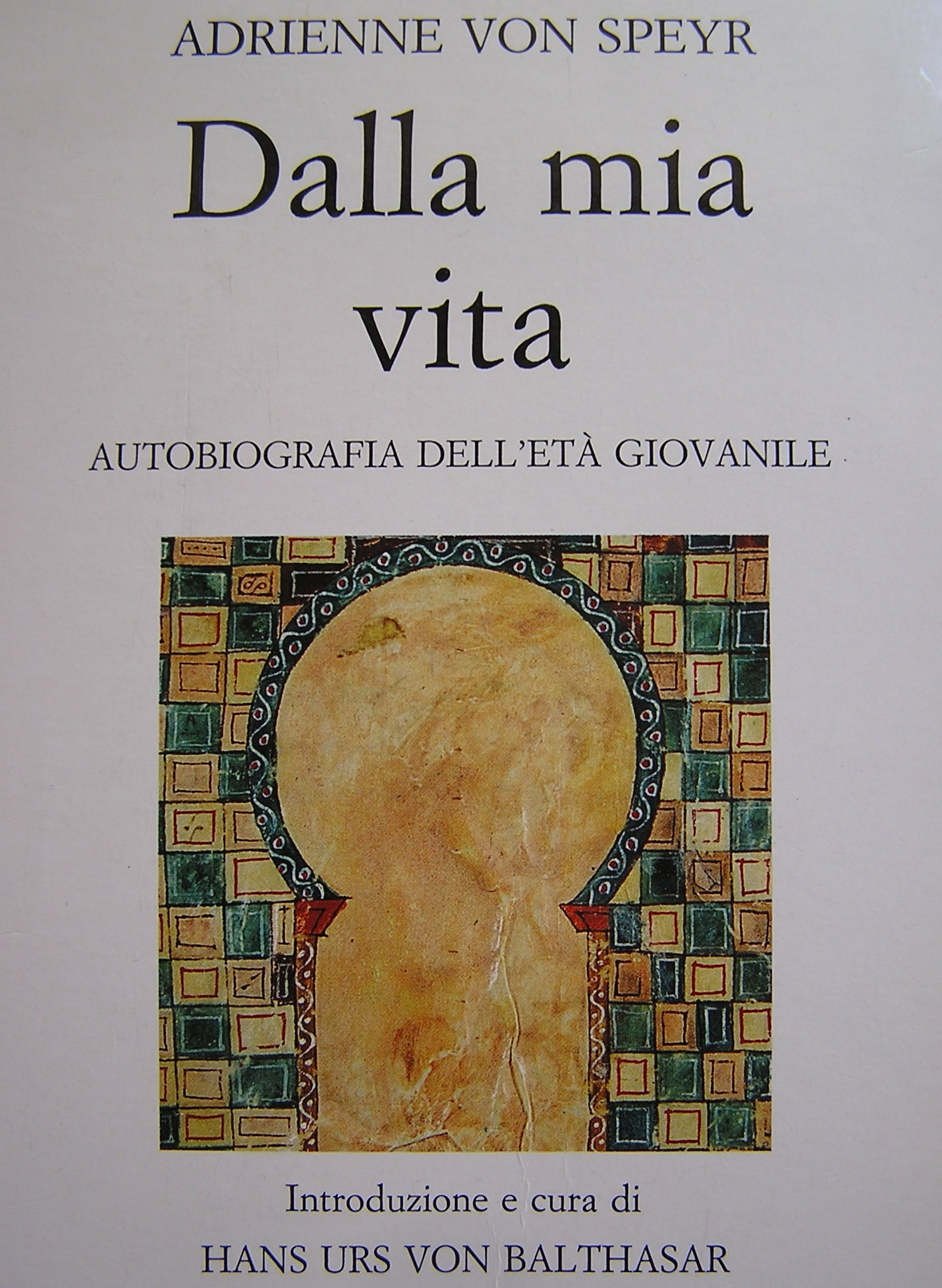
Couverture en italien du livre d'Adrienne von Speyr De ma vie. Autobiographie de jeunesse, édité par Hans Urs von Balthasar, Livre Jaca, Milan 1989. ISBN 88-16-30173-2.

Adrienne von Speyr, née le 20 septembre 1902 à La Chaux-de-Fonds et morte le 17 septembre 1967 à Bâle, est un médecin suisse, auteur de plus d'une soixantaine de livres sur la spiritualité et la théologie.

## Biographie
Seconde fille d'une famille protestante de quatre enfants, Adrienne von Speyr était très pieuse, du fait de sa proximité avec sa mère et sa grand-mère. Elle se marie en 1927 avec Emile Dürr, un historien veuf, père de deux jeunes enfants. Il meurt en 1934. Entre-temps, elle est la première femme suisse à devenir médecin, aboutissement d'études entamées avant son mariage. En 1936, elle se remarie avec Werner Kaegi. Aucun enfant ne naît de ces deux unions.
À l'été 1940, elle survit à un infarctus qui la laissera incapable de certains mouvements. À l'initiative d'Albert Béguin, elle rencontre le théologien Hans Urs von Balthasar grâce auquel elle découvre Charles Péguy et Paul Claudel. Auprès de lui, elle se convertit et confesse la foi catholique le jour de la Toussaint 1940. Il restera son confesseur tout au long de sa vie, et le confident auquel elle dictera la majeure partie de ses ouvrages. Avec ce théologien, elle fonde l'Institut Saint-Jean, un institut séculier chargé de réinterpréter et de transmettre l'enseignement de saint Jean chez les Jésuites. En 1954, la maladie la terrassant, elle cesse son activité médicale, et meurt en 1967.
Mystique catholique, stigmatisée à partir de 1942, elle décrit dans ses ouvrages de nombreuses visions de la Trinité, de la Vierge Marie et des saints.

## Principaux ouvrages
- Die Bergpredigt. Betrachtungen über Matthäus 5-7 (Johannes Verlag, Einsiedeln, 1948)
- Passion nach Matthäus (Johannes Verlag, Einsiedeln, 1957)
- Apokalypse. Betrachtungen über die geheime Offenbarung. (Johannes Verlag, Einsiedeln, 1950)
- Johannes Kommentar zum Johannesevangelium, 4 Bde, (Johannes Verlag, Einsiedeln, 1949)
- Korinther I (Johannes Verlag, Einsiedeln, 1956)
- Fragments autobiographiques (Lethielleux, Paris, 1978)
- La Servante du Seigneur (Lethielleux, Paris, 1979)
- Trois femmes devant le Seigneur, Lethielleux, coll. « Adrienne Von Speyr », 1984 (ISBN 978-2249611292)

## Écrits
Protestante convertie au catholicisme en 1940, elle est une grande mystique. Collaboratrice du théologien Hans Urs von Balthasar, elle fonde avec lui l'institut séculier : l'institut Saint-Jean, en 1944.
Le monde et sa haine

« Le monde sait que la venue du Seigneur signifie pour lui une exigence en laquelle il découvre surtout les choses qu'il n'est pas prêt à donner : il ne veut pas renoncer à son propre point de vue, ne veut pas s'abandonner à la personne du Seigneur et se laisser ainsi transformer par Lui selon la volonté du Père. Le sens de cette transformation lui échappe, bien que Dieu, dans sa promesse, le lui ait précisé. Le monde qui tolérait en quelque sorte le Père, qui acceptait même sa loi et ne s'y opposait pas ouvertement, croit s'être acquitté ainsi du maximum. Se laisser initier à quelque chose de nouveau, qui ne cessera jamais d'être nouveau, il n'y consent pas.

Que peut exiger de plus l'auteur de la Loi ? Il faut que dans l'homme, la parole se transforme en vie, en quelque chose qui l'accompagne et le guide pas à pas et qui veut devenir plus important que son propre moi ; c'est une réalité qu'on ne peut jamais contrôler parce qu'elle demeure toujours quelque chose d'inachevé. Le monde ne veut pas de cela. Il veut être et rester ce qu'il est, sans se laisser transformer de cette manière dangereuse et incontrôlable. »

— Adrienne von Speyr. Jean. Le discours d'adieu, Paris, Lethielleux, 1983, p. 55-57.
Grande mystique du XXe siècle, elle avait reçu les stigmates de la Passion.

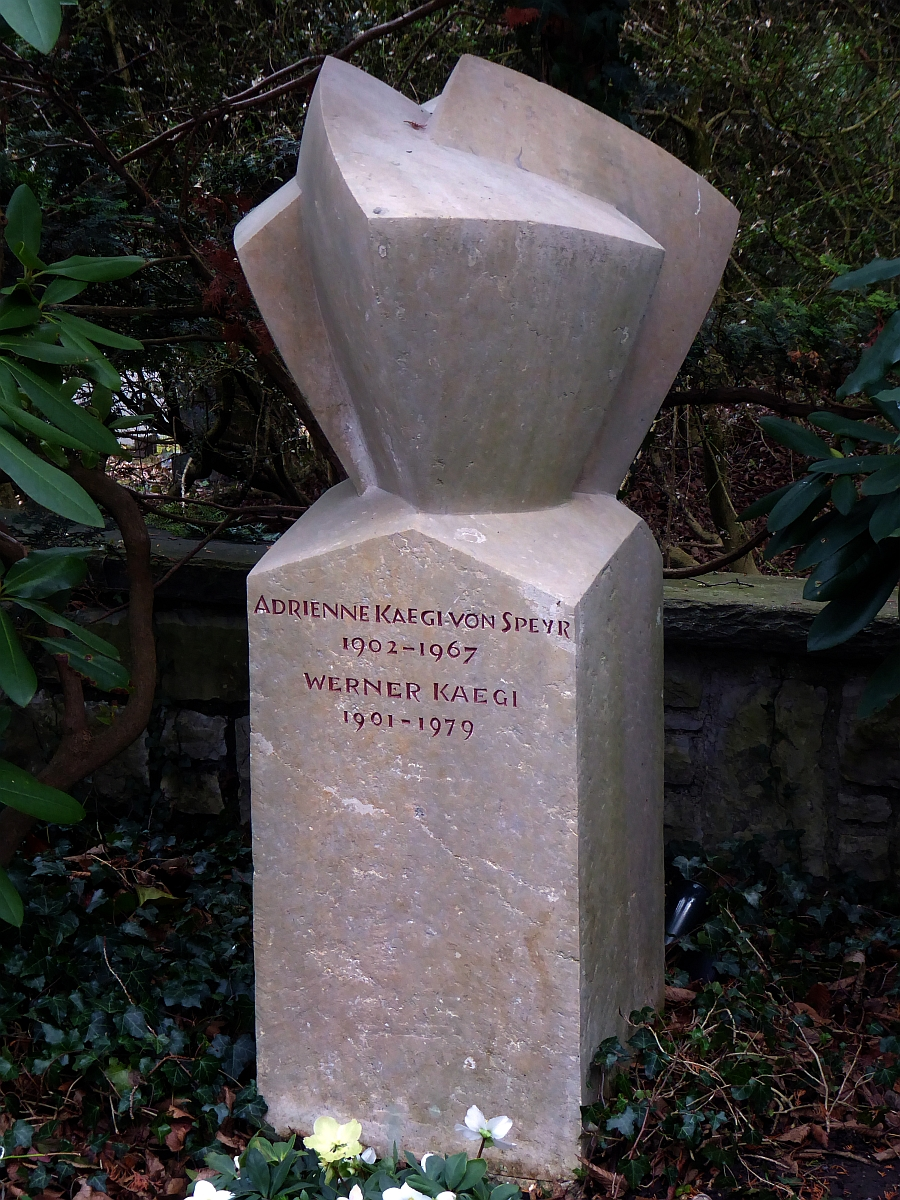
Adrienne Kaegi-von Speyr (1902-1967), docteur, mystique chrétienne, écrivain. Tombe au cimetière Hörnli, Riehen, canton de Bâle-Ville.

Commentaire : Saint Marc, méditation pour une communauté (cf. Mc 7, 24-30).
Le « oui » de l'humilité

« "À cause de cette  parole, va : le démon est sorti de ta fille" (Mc 7, 29). La femme a touché le Seigneur par sa modestie, son humilité et sa foi naissante. Cette foi, aussi mince soit-elle, lui a donné le courage de se montrer au Seigneur telle qu'elle est : humble, un peu croyante, mais pleine d'espérance.

Il y a des conversions qui peuvent commencer comme cela, parce que le Seigneur se laisse toucher par nous et se montre prêt à accueillir notre petitesse. Si celle-ci est tournée vers le Seigneur, si elle lui fait place, le Seigneur la considère comme sienne et la parfait. La femme n'espère pas contre toute espérance, mais elle espère tout de même avec confiance. Et cette confiance lui permet d'insister, de donner son avis humblement, mais spontanément au Seigneur. Elle sait parfaitement que la décision ne relève pas d'elle ; et si le résultat s'avère favorable, c'est par grâce. Et le Fils est finalement tout de même envoyé pour sauver tous ceux qui veulent l'accueillir. Il sait ce qu'il en est de nous. Que notre plus beau « oui » contient toujours un peu de « non ». La femme païenne n'a au fond prononcé aucun « non » mais dans son ignorance, elle s'est blottie sous la table, à la dernière place que le Seigneur prendra un jour. Son « oui » hésitant et pourtant hardi est le « oui » de l'humilité. C'est pour le Seigneur un motif suffisant pour le parfaire et accomplir le miracle. »

— Adrienne von Speyr. Saint Marc. Points de méditation pour une communauté , Châteaufort, Socéval, 2006, p. 344.